# Тест вимушеного плавання
Тест вимушеного плавання (або тест на поведінку відчаю) — це тест, зосереджений на реакції гризуна на загрозу утоплення, результат якого трактується як вимірювання сприйнятливості до негативного настрою. Він широко використовується для оцінки ефективності антидепресантів,  хоча істотні критичні зауваження в його інтерпретації.

### Метод
Тварини піддаються двом випробуванням, під час яких вони змушені плавати в скляному циліндрі, наповненим водою, з якого вони не можуть вибратися. Перша проба триває 15 хвилин. Потім через 24 години проводиться повторне випробування, яке триває 5 хвилин. Вимірюється час, який випробувальна тварина проводить у другому випробуванні, не роблячи жодних рухів крім тих, які потрібні для утримання голови над водою. Цей час нерухомості скорочується різними типами антидепресантів, а також електричним шоком. Інший поширений варіант цього тесту на поведінку, спеціально використовуваний для мишей, проводиться лише за одне випробування і триває шість хвилин.  Сучасні варіанти тестування поведінки плавання та скелелазіння окремо, оскільки показано, що поведінка у плаванні посилюється селективними інгібіторами зворотного захоплення серотоніну, а поведінка піднімання підвищується селективними інгібіторами зворотного захоплення норадреналіну, такими як дезипрамін та мапротилін.

### Суперечки в інтерпретації
Класично нерухомість у другому тесті трактується, як поведінковий корелятор негативного настрою, що представляє собою тварину свого роду безнадією. Гризуни, яким дають антидепресанти, плавають важче і довше (що є основою для тверджень про достовірність тесту).  Однак, між вченими існує певна дискусія щодо того, чи замість цього підвищена нерухомість демонструє навчання чи звикання, і тому це буде позитивною поведінковою адаптацією: тварина менш боїться, тому що зараз вона знайома з середовищем тесту. Таке тлумачення підтверджується тим, що навіть щури, яких вперше поміщають у контейнер, з якого вони можуть втекти (і тому не відчувають відчаю), демонструють знижену рухливість у другому випробуванні.
Термін «поведінковий тест на відчай» має антропоморфну конотацію і є дещо суб'єктивним описом, оскільки невірно, чи тест надійно вимірює настрій чи відчай. Строго кажучи, описовий термін «випробування на вимушене плавання» віддається перевагу дослідникам.  Використання випробувань з примусового плавання піддається критиці групами з прав тварин, зокрема PETA.